# Jørgen Staffeldt
Jørgen Staffeldt (født 30. december 1912 i Hellerup, død 25. december 1944 i Porta Westfalica-Barkhausen) var en dansk forlægger og frihedskæmper,  bror til Mogens Staffeldt. Søn af overretssagfører Carl Bernhard Staffeldt (1875-1945).
Staffeldt var uddannet bankmand og revisor, men fik ligesom sin bror en karriere i forlagsbranchen som forlagsdirektør på Samlerens Forlag.
Han sluttede sig tidligt til partiet Dansk Samling, og efter den 29. august 1943 gik partiet som organisation ind i modstandsbevægelsen. Efterhånden gik Jørgen Staffeldt over til udelukkende illegalt arbejde og var til sidst en af modstandsbevægelsens ledende skikkelser.
Han blev leder af sabotageorganisationen Holger Danske i efteråret 1943 og reorganiserede gruppen sammen med Jens Lillelund. Hans dæknavn var "Peter Jørgensen".
16. februar 1944 blev han arresteret sammen med sin bror Mogens Staffeldt i Nordisk Boghandel på Kongens Nytorv, blev sat i Vestre Fængsel og i august sendt til Frøslevlejren, og kom over Neuengamme til Porta Westfalica-Barkhausen, hvor han døde juledag 1944.